# Salmerón
Salmerón – gmina w Hiszpanii, w prowincji Guadalajara, w Kastylii-La Mancha, o powierzchni 36,39 km². W 2011 roku gmina liczyła 188 mieszkańców.